# NGC 4622
NGC 4622 is een spiraalvormig sterrenstelsel in het sterrenbeeld Centaur. Het hemelobject ligt 200 miljoen lichtjaar van de Aarde verwijderd en werd op 5 juni 1834 ontdekt door de Britse astronoom John Herschel. Het opmerkelijke aan dit sterrenstelsel is dat het met zijn spiraalarmen voor zich uit draait en niet - zoals gebruikelijk - andersom. Dit gedrag zou kunnen verklaard worden door het feit dat NGC 4622 mogelijk ontstaan is uit de botsing met een ander sterrenstelsel. Mede door dit aspekt kreeg dit stelsel de bijnaam Backward galaxy.

## Synoniemen
- ESO 322-57
- MCG -7-26-31
- AM 1239-402
- DCL 142
- PGC 42701